# Lagesbüttel
Lagesbüttel ist ein Ortsteil der Gemeinde Schwülper in Niedersachsen. Die Ortschaft hat etwa 1500 Einwohner und ist Teil der Samtgemeinde Papenteich im Landkreis Gifhorn.

## Geografie

### Geografische Lage
Lagesbüttel grenzt nordöstlich an die Stadt Braunschweig (Ortsteil Harxbüttel), gehört aber seit 1974 zur Gemeinde Schwülper und damit zum Landkreis Gifhorn. Lagesbüttel befindet sich etwa einen Kilometer nordöstlich des Hauptortes Groß Schwülper. Nächstgelegene Städte sind Braunschweig, Wolfsburg, Salzgitter, Wolfenbüttel, Gifhorn, Peine und Celle. Der Bickgraben fließt durch Lagesbüttel hindurch, bevor er bei Groß Schwülper in die Oker mündet.

### Nachbarorte
* Entfernungsangaben beziehen sich jeweils auf die Entfernung bis zum Ortszentrum.
|                                | Stadt Gifhorn (18 km)             |                                |  |                         |
| Ortsteil Groß Schwülper (1 km) | Gemeinde Adenbüttel (5 km)        | Vordorf-Rethen (4 km)          |  |                         |
|                                |                                   | Vordorf-Eickhorst (4 km)       |  | Stadt Wolfsburg (26 km) |
| Ortsteil Walle (1 km)          |                                   | Braunschweig-Harxbüttel (1 km) |  |                         |
|                                |                                   |                                |  |                         |
|                                | Braunschweig Stadtzentrum (15 km) |                                |  |                         |

### Bevölkerung
| Jahr | Einwohner |  | Jahr | Einwohner |
| ---- | --------- |  | ---- | --------- |
| 1821 | 150       |  | 1950 | 478       |
| 1871 | 163       |  | 1961 | 467       |
| 1912 | 242       |  | 1970 | 935       |
| 1925 | 249       |  | 1980 | 1168      |
| 1933 | 241       |  | 1990 | 1174      |
| 1939 | 256       |  | 2000 | 1365      |

Die Bevölkerungsentwicklung in historischer Zeit ist für Lagesbüttel unabhängig von der Gemeinde Schwülper belegt. Seit der Eingemeindung und der Gründung der Samtgemeinde 1974 wurde die Einwohnerentwicklung für den Ortsteil Lagesbüttel von der Samtgemeinde Papenteich dokumentiert. Zum 31. Dezember 2008 hatte Lagesbüttel 1404 Einwohner.

## Geschichte
Die erste urkundliche Erwähnung Lagesbüttels ist für das Jahr 1191 unter dem Namen „Lewardesbutle“ nachgewiesen. Siedlungshistorisch gehört Lagesbüttel damit zu den Büttel-Ortschaften. Nahm man zunächst an, dass „Lewardesbutle“ eine Wüstung bezeichnete, konnte man später über die verschiedenen Ortsnamen die Verbindung zum heutigen Lagesbüttel nachweisen.
Der Welfe Otto das Kind, der Neffe Ottos IV., erhielt Lagesbüttel 1235 als Reichslehen des Herzogtum Braunschweig-Lüneburg. Später gab es Streitigkeiten zwischen den Lüneburg-Cellern und den Braunschweig-Wolfenbüttelern über das Gebiet. 1318 schenkte Balduin von Wenden dem Kloster Riddagshausen das halbe Dorf Querum im Tausch gegen das frühere Lauredesbutle.
Daraufhin wurde 1380 das Dorf geplündert und 1387 im so genannten „Großen Brand“ fast vollständig zerstört. Laut Lehnsregister des Bischofs Gottfried v. Minden (um 1300) hatten Mönche in Lauwerdesbuttle vier Höfe in Besitz. Nach dem Wiederaufbau sind für 1583 fünf Ackerhöfe und zwei Kothöfe dokumentiert. 1713 kamen auch ein Krüger und ein Schneider nach Lagesbüttel. Um 1800 wurde das alte Schulhaus gebaut, welches sich jetzt im Unterdorf befindet. Die Angliederung an den Landkreis Gifhorn erfolgte im Jahr 1885.

## Kultur und Sehenswürdigkeiten

### Vereinswesen
- SG Lagesbüttel: Im Jahr 2003 verschmolzen die Vereine KKV Lagesbüttel und SV Lagesbüttel zur SG (Spartengemeinschaft) Lagesbüttel. Durch den Verkauf eines ehemaligen Sportplatzes wurde der Bau einer Sporthalle finanziert. Der Verein bietet unter anderem Basketball, Fußball, Volleyball, Badminton und Schießen.  Der Schützenverein KKV wurde 1936 gegründet, der SV (Sportverein) 1961.[5]
- Freiwillige Feuerwehr: Lagesbüttel verfügt über eine im Jahre 1906 gegründete Feuerwehr mit (Stand 2022) 46 aktiven Mitgliedern. Sie besitzt ein Tragkraftspritzenfahrzeug mit Wasser mit Grundausstattung und ein Mannschaftstransportfahrzeug auf Crafter-Basis, welches zu einem Einsatzleitwagen umrüstbar ist.
- Förderverein Freiwillige Feuerwehr Lagesbüttel e. V.: Die Freiwillige Feuerwehr Lagesbüttel verfügt über einen eingetragenen Förderverein. Die Gründung des Vereins erfolgt im Jahr 2019 und die Eintragung im Vereinsregister beim Amtsgericht Hildesheim im Jahr 2023.

## Wirtschaft und Infrastruktur

### Wirtschaftliche Entwicklung
Bis zum Zweiten Weltkrieg war Lagesbüttel rein landwirtschaftlich geprägt. Erst in den 1960er Jahren wurde es insbesondere durch die Nähe zum VW-Werk und die allgemeine Wirtschaftslage zu einer Wohngemeinde, aus der die meisten auspendeln.
Im Jahr 1990 standen in der kleinen Ortschaft ein Supermarkt, eine Bank, eine Post, ein Getränkehandel, ein Gasthaus und zwei Kfz-Firmen. In den folgenden Jahren wurde allerdings rationalisiert und ein Supermarkt, eine Bank und eine Postagentur zogen in größere Nachbarortschaften. Nachdem das Gewerbegebiet „Innovationspark Lagesbüttel“ im Nordosten eingerichtet wurde, lassen sich zunehmend Firmen am Ortsrand nieder.

### Öffentliche Einrichtungen
- Schulwesen: Im Ort gibt es im Rahmen der Daseinsfürsorge einen 1992[6] eröffneten Kindergarten und seit dem Jahr 2003 ein Sportzentrum mit einer Sporthalle. Die ehemalige Grundschule wurde im Jahr 2014 zur Kinderkrippe umgebaut.
- Feuerwehr und Zivilschutz: Freiwillige Feuerwehr mit Grundausstattung (Fahrzeuge: Tragkraftspritzenfahrzeug mit Wasser (TSF-W) und Mannschaftstransportfahrzeug (MTF)).